# Dryocopus
Dryocopus ist eine Gattung der Spechte (Picidae), die in Eurasien und den Amerikas mit 6 Arten vertreten ist. In Europa kommt von diesen nur der  Schwarzspecht vor. Neue molekulargenetische Untersuchungen zeigen, dass die Gattung paraphyletisch ist und somit einer taxonomischen Revision bedarf. Deshalb wird die Abtrennung der fünf nearktischen/neotropischen Großspechte aus Dryocopus und ihre Zusammenfassung in die 1858 von Spencer Fullerton Baird für den Helmspecht eingeführten Gattung Hylatomus vorgeschlagen. Dryocopus würde demnach neben dem Schwarzspecht nur mehr die beiden ostasiatischen Arten Weißbauchspecht und Andamanenspecht umfassen.

## Beschreibung
Es handelt sich um mittelgroße bis sehr große Spechte, die kleinste Art ist der Wellenohrspecht mit einer Körperlänge von 27–28 cm und einem Gewicht von etwa 124 g, die größte der Schwarzspecht mit einer Körperlänge von 45–55 cm und einem Gewicht von meist 260–340 g.  Die Arten zeigen mindestens ein verlängertes hinteres Scheitelgefieder und meist eine ausgeprägte Federhaube. Der lange und steife Schwanz ist am Ende nach vorn gebogen, das mittlere Steuerfederpaar hat kräftige und punktförmig zugespitzte Enden. Der Schnabel ist lang, kräftig und meißelförmig zugespitzt. Die Arten haben vier Zehen, die vierte (äußere) Zehe ist etwa so lang wie die beiden Vorderzehen, die erste Zehe etwa halb so lang.
Diese Spechte sind überwiegend schwarz gefärbt, häufig auch mit ausgedehnten weißen Gefiederbereichen und immer mit roten Partien am Kopf. Der Kopf zeigt neben roten häufig auch weiße Partien. Die Arten weisen hinsichtlich der Färbung einen mehr oder weniger auffälligen Geschlechtsdimorphismus auf; die Unterschiede betreffen die Färbung des Oberkopfes und/oder des Bartstreifs.

## Verbreitung und Lebensraum
Die Verbreitung der Gattung Dryocopus umfasst Eurasien sowie Nord- und Südamerika. Von den 7 Arten der Gattung bewohnen 3 die Neotropis, zwei das tropische Asien und je eine große Teile Eurasiens bzw. Nordamerikas. In Europa kommt nur der Schwarzspecht vor. Alle Arten bewohnen Wälder oder baumreiche Landschaften mit großen Bäumen.

## Systematik

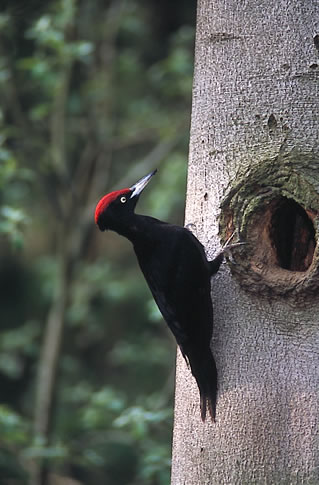
Schwarzspecht (Dryocopus martius)

Die Gattung Dryocopus umfasst sechs Arten. Der Artrang von Dryocopus fuscipennis – Küstenlinenspecht ist nicht allgemein anerkannt.
- Helmspecht (Dryocopus pileatus) – Nordamerika
- Linienspecht (Dryocopus lineatus) – Mexiko bis Südamerika
- Schwarzbauchspecht (Dryocopus schulzi) – Südamerika
- Schwarzspecht (Dryocopus martius) – Europa und Asien
- Weißbauchspecht (Dryocopus javensis) – Süd- und Südostasien
- Andamanenspecht (Dryocopus hodgei) – Andamanen-Endemit

Als nächste Verwandte der Dryocopus-Arten wurden traditionell die in den Amerikas verbreiteten und in Habitus und Lebensweise ähnlichen Spechte der Gattung Campephilus angesehen. Die beiden Gattungen wurden daher beispielsweise von Winkler et al. in einer Tribus Campephilini zusammengefasst.
Nach einer molekulargenetischen Untersuchung unter Einbeziehung von drei der 6 Arten der Gattung Dryocopus und zwei der 11 Arten der Gattung Campephilus sind die beiden Gattungen jedoch nicht näher miteinander verwandt, die Ähnlichkeiten beruhen demnach auf Konvergenz. Schwestertaxon der Gattung Dryocopus ist nach dieser Untersuchung die südostasiatisch verbreitete und ebenfalls sehr ähnliche Gattung Mulleripicus. Diese Verwandtschaft wurde auch durch eine weitere molekulargenetische Untersuchung bestätigt. Näher verwandt mit Dryocopus sind zudem die lateinamerikanischen Celeus-Spechte und die ausgestorbene Gattung Australopicus aus dem Pliozän Südafrikas.
Nach aktuellen molekulargenetischen Untersuchungen ist die Gattung Dryocopus nicht monophyletisch. Die taxonomische Konsequenz wäre die Abtrennung der fünf Neuweltarten und ihre Zusammenfassung in einer Schwestergattung, für die der 1858 von Spencer Fullerton Baird für den Helmspecht eingeführte Gattungsname Hylatomus (griech. ὑλοτομος = Holzfäller) zur Verfügung steht.

## Lebensweise
Die Dryocopus-Arten sind ausgesprochene "Hackspechte", die mit ihrem sehr kräftigen Schnabel häufig große Löcher in die Stämme starker Bäume schlagen oder deren Rinde abschlagen, aber auch die großen Nester bodenlebender Ameisen aufgraben. Neben holzbewohnenden Insekten wie Ameisen und Käferlarven gehören meist auch verschiedene Früchte und Nüsse zum Nahrungsspektrum. Der Flug ist kräftig. Die Arten äußern häufig laute Rufe, außerdem trommeln alle Arten. Die Trommelwirbel können kilometerweit zu hören sein.